# Nebris microps
Nebris microps är en fiskart som beskrevs av Cuvier, 1830. Nebris microps ingår i släktet Nebris och familjen havsgösfiskar. Inga underarter finns listade i Catalogue of Life.